# Fiyi en los Juegos Paralímpicos de Tokio 1964
Fiyi estuvo representado en los Juegos Paralímpicos de Tokio 1964 por un deportista masculino. El equipo paralímpico fiyiano no obtuvo ninguna medalla en estos Juegos.